# Mirounga
Mirounga, llamado comúnmente elefante marino o foca elefante, es un género de mamíferos pinnípedos de la familia fócidos integrado por dos especies: el elefante marino del norte o septentrional (Mirounga angustirostris) y el elefante marino del sur o meridional (Mirounga leonina). El macho de este último es el mayor pinnípedo que existe en la actualidad y, probablemente, también el mayor que ha existido en la historia del planeta Tierra.
El elefante marino del norte vive a lo largo de la costa oeste de Norteamérica, especialmente en Baja California, México y California, aunque ocasionalmente llega por el norte hasta Alaska. La distribución del elefante marino del sur es mucho más amplia, pues se reproduce en las costas de la Patagonia Argentina, Tierra del Fuego Chileno, en las Islas Malvinas, las Islas Georgias del Sur, la Antártida, las islas Kerguelen, y el sur de Australia y Tasmania.

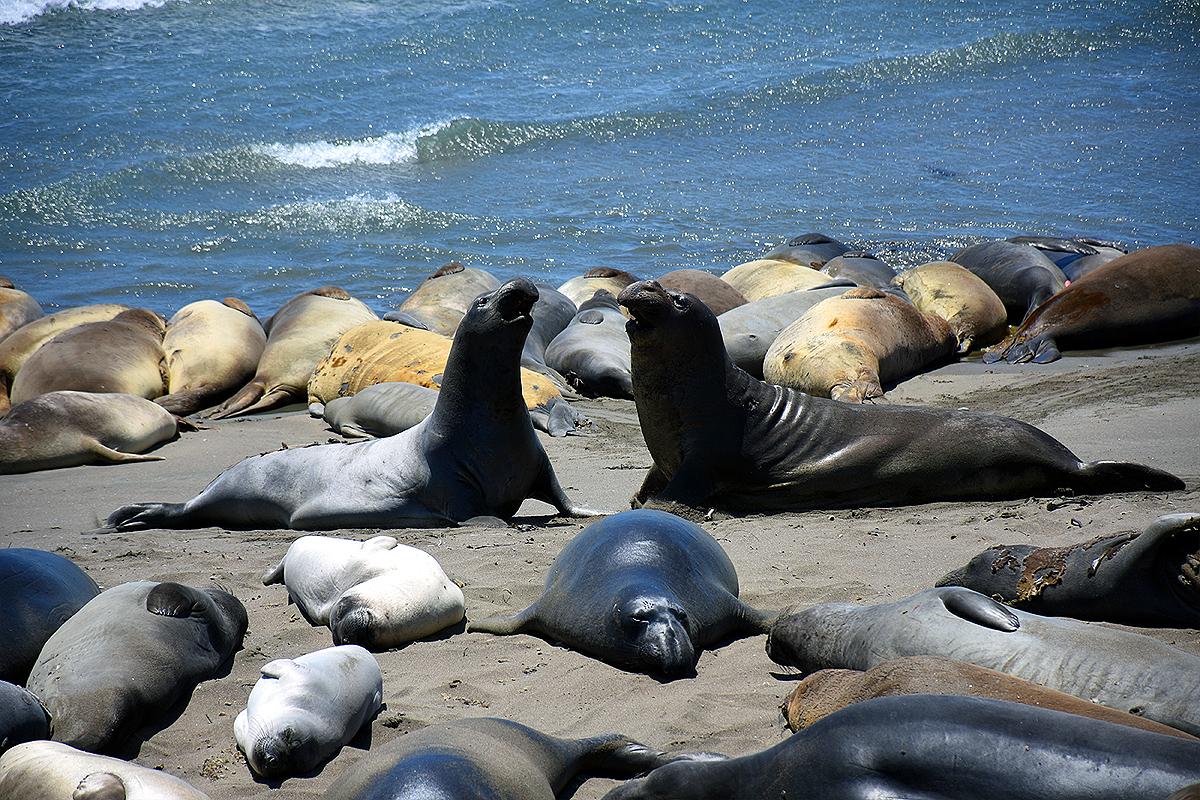
Pelea entre machos por el territorio y el dominio del harem.

## Características
El rasgo más notable de estas especies es la presencia de un enorme dimorfismo sexual, el mayor entre todas las especies de mamíferos. Los machos pueden alcanzar los 6 m o más de largo y hasta cuatro toneladas de peso, mientras que las hembras no superan los 3 m y los 900 kg. Los individuos masculinos, además, presentan un hocico elongado similar a una trompa corta, lo que les ha valido el apelativo de "elefante". En el caso de los elefantes marinos del norte, los machos se diferencian también por su color más oscuro, mientras que en el caso del elefante marino del sur ambos sexos presentan una coloración grisácea.

## Apareamiento y reproducción

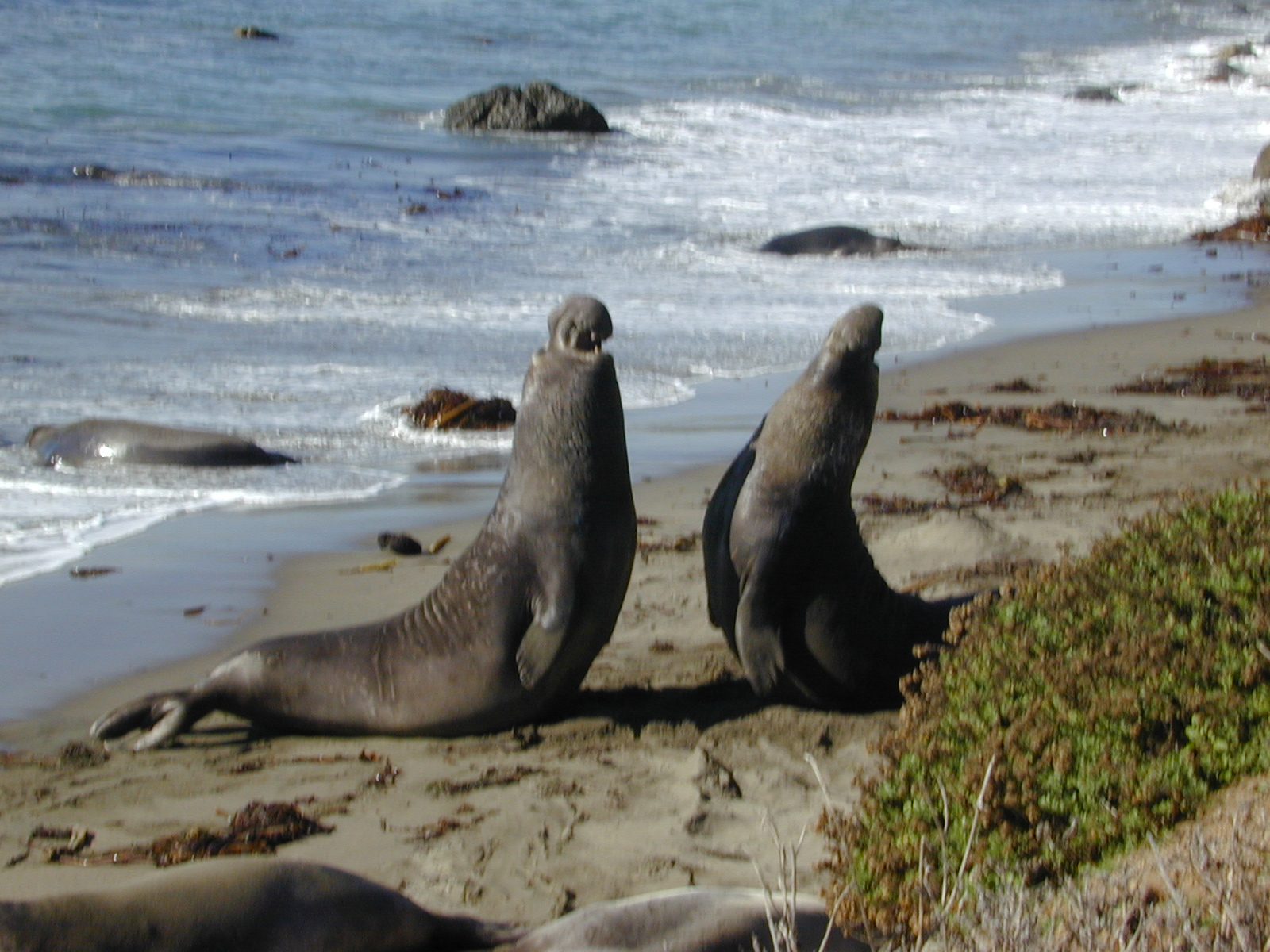
Machos de elefantes marinos del norte entablando batalla.

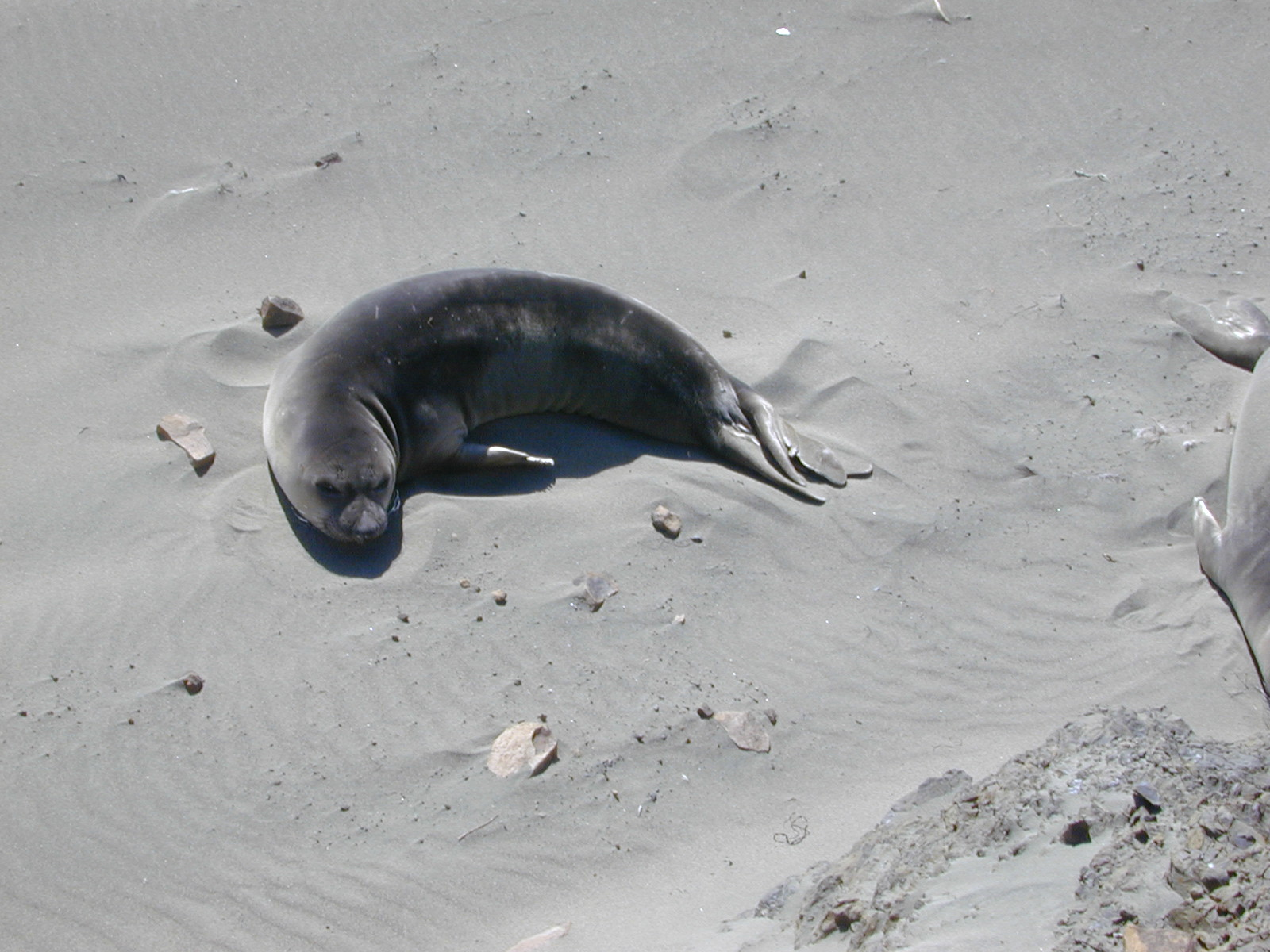
Hembra de elefante marino del norte.

Tras pasar casi todo el año en el mar, los elefantes marinos emigran a las costas donde nacieron para reproducirse y cambiar la piel. Los machos llegan en primer lugar y se enfrentan en batallas realmente violentas por el dominio de una porción de playa lo más grande posible, con el fin de que las hembras que lleguen posteriormente a la costa queden bajo su dominio y se apareen con ellos.
Fruto de estos enfrentamientos son el gran número de cicatrices que adornan el cuello y cabeza de los machos, señal de antiguas heridas infligidas por los caninos de antiguos rivales. En el transcurso del combate, los machos pueden perder bastante sangre e incluso parte de la "trompa", y no es raro que uno de los combatientes muera poco después de las heridas recibidas.
Tras la batalla, vuelven al mar para alimentarse y recuperarse de la contienda, volviendo regularmente a la costa para vigilar sus dominios y formar su harén, usando como reclamo la trompa, que crece hasta los 45 cm.
Las hembras llegan en diciembre y enero, en el caso del elefante marino del norte, y en septiembre y octubre en el del sur. Pocos meses después, las hembras dan a luz una única cría de color negro y unos 35 kg de peso, que pronto aprende a distinguir la llamada característica de su madre entre todas las hembras de la playa.
Durante aproximadamente un mes, las hembras amamantan a sus crías con una leche con gran cantidad de grasa que les hace engordar a razón de hasta 4,5 kg al día. La madre no se alimenta durante este tiempo, por lo que al final del periodo puede haber perdido más de 130 kg. Después del destete, las hembras se aparean por última vez con los machos y regresan al mar.

## Alimentación
Se alimentan de toda clase de peces y cefalópodos. Prefieren especies que se mueven cerca del fondo, y para conseguirlas pueden realizar inmersiones hasta los 1,6 km de profundidad y dos horas de duración, las mayores entre los pinnípedos y solo superadas entre los mamíferos por algunos cetáceos como el cachalote. También ingieren una cierta cantidad de algas. Las presas pueden llegar a tener un tamaño respetable, pues también cazan anguilas y tiburones jóvenes.
A consecuencia de la dieta, la presencia de mercurio en mamíferos marinos como por ejemplo los elefantes marinos adultos del norte cambian de manera importante durante el ciclo anual en asociación a fases vitales relevantes (época de cría, viajes para buscar alimento o los periodos de ayuno, por ejemplo). Los cambios en la concentración de mercurio varían entre un 14% y más del 100% dependiendo de las fases del ciclo anual.

## Depredadores

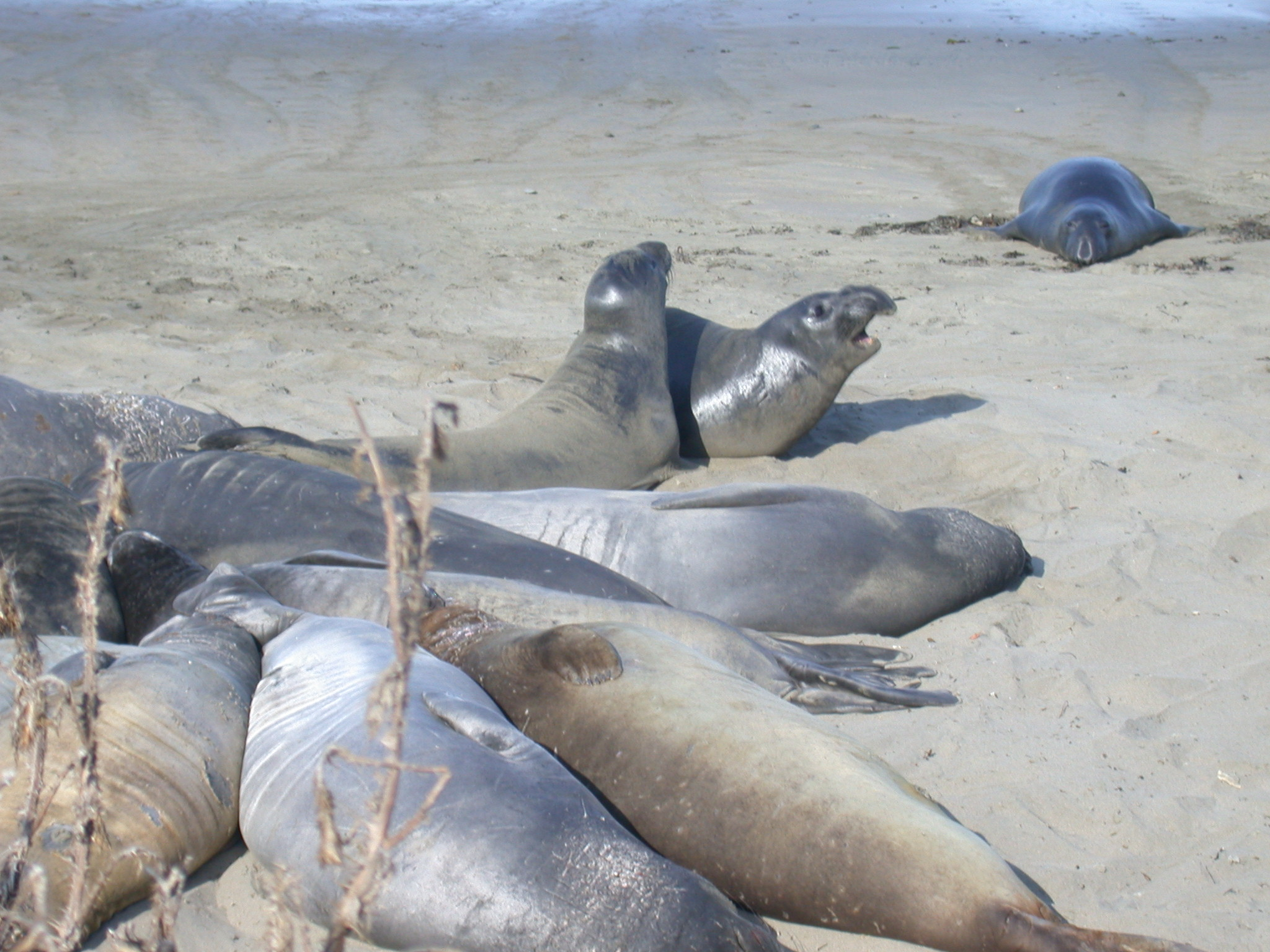
Elefantes marinos en San Simeon, California.

Por su tamaño, los elefantes marinos adultos tienen pocos depredadores. Las hembras y los jóvenes pueden caer ocasionalmente víctimas de la orca y el gran tiburón blanco.
Sin embargo, el mayor peligro para ambas especies ha sido la caza practicada por los humanos. Durante el siglo XIX se abatieron miles de ejemplares para explotar comercialmente su carne, pieles y especialmente su grasa (hasta 660 kg), que se convertía en aceite. En 1892 se tomaron las primeras medidas para evitar la extinción de estos animales, y el elefante marino del norte (reducido entonces a menos de 100 ejemplares) fue protegido de forma total en Estados Unidos y México. La protección sigue vigente hoy en día, por lo que la población de ambas especies ha incrementado en los últimos años de forma apreciable.